# Ванда-Плаза (Куньмин)
Ванда-Плаза (Wanda Plaza, 昆明西山万达广场) — комплекс из двух сверхвысоких небоскрёбов-близнецов, расположенный в деловом центре китайского города Куньмин (Юньнань). Построен в 2016 году в стиле модернизма, каждая 318-метровая башня имеет 67 наземных и 3 подземных этажа. В северной башне (или башне № 1) и южной башне (или башне № 2) размещаются офисы компаний, в многоуровневом подиуме расположен торгово-развлекательный центр с кинотеатром IMAX. Проектировщиком комплекса выступил Архитектурный институт провинции Гуандун, владельцем является пекинская Wanda Group. По состоянию на начало 2020 года башни являлись вторым и третьим по высоте зданиями города, 60—61-м по высоте зданиями Китая, 70—71-м — Азии и 115—116-м — мира.
Также в состав комплекса Ванда-Плаза входят две гостиничные башни — 25-этажный Xitang Hotel (97 м) и 23-этажный Vista Hotel (89 м). На территории перед комплексом установлен первый в Куньмине свето-музыкальный фонтан. Общая полезная площадь многофункционального комплекса Kunming Xishan Wanda Plaza составляет 710 тыс. м². 